# Espiner emplomallat
L'espiner emplomallat (Coryphistera alaudina) és una espècie d'ocell de la família dels furnàrids (Furnariidae) i única espècie del gènere Coryphistera (Burmeister, 1860) que habita zones obertes de matoll del sud-est de Bolívia, oest del Paraguai, oest d'Uruguai, sud-est del Brasil i nord de l'Argentina.